# Don't Be Cruel
Pour les articles homonymes, voir Cruel.
Singles de Elvis Presley
I Want You, I Need You, I Love You Love Me Tender
Clip vidéo
[vidéo] « Elvis Presley - Don't Be Cruel - The Ed Sullivan Show (1957) », sur YouTube
[vidéo] « Elvis Presley - Hound Dog - The Ed Sullivan Show (1956) », sur YouTube
Don't Be Cruel (ne soit pas cruelle, en anglais) est une chanson d'amour rhythm and blues-rockabilly co-écrite et composée par Otis Blackwell et Elvis Presley, qui l'enregistre en single chez RCA Records le 13 juillet 1956, (avec Hound Dog en face A) double n°1 des ventes aux États-Unis,. Un des plus importants succès international de sa carrière, vendu à plus de 4 millions d'exemplaires, intégré à son album compilation Elvis' Golden Records de 1958.

## Histoire
Elvis est âgé de 21 ans, au début de sa carrière de roi du rock 'n' roll, lorsqu’il enregistrement ce nouveau tube aux studios RCA Records de New York le 2 juillet 1956, en même temps que Hound Dog (face A) et Any Way You Want Me (en), avec lui même au chant et à la guitare rythmique, Scotty Moore à la guitare, Bill Black à la contrebasse, D.J. Fontana à la batterie, et The Jordanaires pour les chœurs « Ne sois pas cruelle avec un cœur vrai, bébé si je t'ai rendu folle pour quelque chose que j'aurais pu dire, s'il te plaît, oublions le passé, l'avenir s'annonce brillant, ne soit pas cruelle, j'ai un cœur si vrai que je ne veux pas d'autre amour chérie, c'est juste toi à qui je pense... ». Les deux faces du single sont double n°1 des ventes aux États-Unis pendant onze semaines à partir du 18 août, suivit et remplacé par Love Me Tender, un des autres grands succès du King.
L'album compilation Elvis' Golden Records de 1958 regroupe 13 tubes singles d'Elvis de 1957 et 1958.
Elvis réédite ce tube de nombreuses fois, en particulier aux studios Sun Records de Memphis le 4 décembre 1956, avec Carl Perkins, Jerry Lee Lewis et Johnny Cash pour la célèbre session américaine « The Million Dollar Quartet » (le quatuor à un million de dollars),. 

## Classement
- 1956 : N°1 du Billboard Hot 100 aux États-Unis, disque de platine[9]
- 2002 : Grammy Hall of Fame Award
- 2003 : 197e plus grande chanson de tous les temps par le magazine Rolling Stone

## Reprises et adaptations
Cette chanson est reprise par de nombreux interprètes, parmi lesquels :
- 1956 : Georges Ulmer, adaptée en français sous le titre Sois pas cruelle, reprise par Sylvie Vartan sous le titre Sois pas cruel de son 45 tours Est-ce que tu le sais ? de 1962, et par Dick Rivers et Eddy Mitchell.
- 1958 : Jerry Lee Lewis, album éponyme
- 1975 : Billy Swan, vidéo clip western en mode slow
- 1978 : Annette Peacock, album X-Dreams
- 1988 : Devo, album Total Devo
- 1993 : Neil Diamond, album Up on the Roof (Songs from the Brill Building)
- 1994 : Debbie Harry, « tribute album » Brace Yourself
- 2001 : Bryan Ferry, compilation Good Rockin' Tonight - The Legacy of Sun Records

et encore Pat Boone, Jackie Wilson, Keith Richards, Ringo Starr, John Lennon, Pete Best, Albert King, The Residents, Al Kooper, The Judds, etc.
Les musiciens d'Elvis, Scotty Moore, Bill Black et les The Jordanaires, ont chacun fait une reprise personnelle de cette chanson entre 1960 et 1964.